# PlayZ
PlayZ（プレイズ）は、日本のヴォーカルグループ。
雑誌『men's egg』で活躍するカリスマモデル、佐藤歩、澤本幸秀、大石一聡、吉田克己、稲垣佑樹の5人によって結成された。2009年11月にミニ・アルバム『Love On The Street』でメジャー・デビュー。収録曲の「Again～もう一度逢いたくて～」が着うたヒット・チャートで上位を記録した。
2010年に活動休止した。